# 夢のカリフォルニア (テレビドラマ)
『夢のカリフォルニア』（ゆめのカリフォルニア）は、TBSテレビ系「金曜ドラマ」枠（毎週金曜日22時 - 22時54分、JST）で2002年4月12日から6月28日まで放送された日本のテレビドラマ。主演は堂本剛。

## ストーリー
毎日を平凡に暮らし三流大学に通う山崎終は、どこにでもいるようなごくごく普通の大学生。ある日、中学の同窓会の知らせが届き出席することになるが、その日を境に終の人生に変化が起きる。

## キャスト

### 主要人物
山崎 終〈21〉
演 - 堂本剛
個性的な兄の始とは対照的に平凡を絵に描いたような青年。中学の同窓会に出席したことから、そんな彼の人生に変化が訪れることになる。
大場 琴美〈21〉
演 - 柴咲コウ
終の中学の同級生。モデルの仕事をしているが、過去のトラウマから作り笑顔しか出来ないことが悩み。外資系企業に勤める恋人がいるが、自分のことを想ってくれているか疑問に思う。
麻生 恵子〈21〉
演 - 国仲涼子
終の中学の同級生。中学時代はアイドル的存在の人気者であったが、大学受験を失敗してからは落ち目に。海苔販売会社に勤務しているが、職場の人間関係に苦痛を感じている。また、離婚経験を持つ。

### 山崎終の関係者
中林 倫太郎
演 - 田辺誠一
終のバイト先の運輸会社に入って来た新人。社員に対する外面は良いが、実は怠け者。勤務していた企業でリストラされそうになり希望退職、現在に至る。世の中を達観視しており、夢とか希望とか不確かな存在を諦めている。
遠山 清美
演 - 北川弘美
終のバイト先の運輸会社の社員。中林と怪しい関係になるが…。
主任
演 - 森山米次
終のバイト先の運送会社の上司。

### 大場琴美の関係者
竹内 春樹
演 - 海東健
琴美の恋人。自尊心が高く自分の仕事に誇りを持っているが、実は劣等感を抱えている。
門倉 由美
演 - 未來貴子
琴美のマネージャー。

### 麻生恵子の関係者
宗石 亨
演 - 野村宏伸
恵子と同じ海苔販売会社に勤務する社員。小説が趣味。あるきっかけで恵子に興味を抱き接触を試みる。
庄田
演 - 鈴木ヒロミツ
恵子の上司。
芳村
演 - 村松利史
恵子の上司。

### 山崎家
山崎 始
演 - 宮藤官九郎
終の兄。終とは対照的に個性的で、誰からも好かれる。終のことを可愛がっており、近頃は心配している節も。放浪癖があり、一つの場所に落ち着けない。
山崎 響子
演 - 余貴美子
年相応に見えない若い容姿の持ち主。底抜けに明るい性格で、始同様誰とでも直ぐに打ち解けられる。
山崎 次男
演 - 岸部一徳
妻の響子とは対照的に真面目でノンビリしている。家族のことを愛しているが、悩みごとは自分だけで解決してしまう癖もある。

### その他
樋口 孝平
演 - 安居剣一郎
終達の中学の同級生。同窓会の企画者でもある。同窓会の夜に入り込んだ中学校で、「この先、いいことあるのかな？」と3人に問いかけた後に自殺してしまう。

### ゲスト
- 青木和代
- 檜山豊
- 下嶋兄（当時ジャニーズJr.）
- 与座嘉秋
- 伊藤俊人
- 宮迫博之（雨上がり決死隊）
- 久保晶
- 安めぐみ
- 大島蓉子（琴美のアパートの大家）
- 岡田浩暉（恵子の元夫）第8話
- 知念里奈（沖縄のダイバーズショップ「カリフォルニア」の雇われ店長）第9話
- 坂井ひろみ（恵子の代わりに本社から異動してきたOL）第9話
- でんでん（終が再び就職活動を始めた相手先企業の人事担当）
- 斉藤暁（サンノミ化学の上司）

## スタッフ
- 脚本 - 岡田惠和
- 演出 - 土井裕泰、三城真一、平野俊一
- プロデュース - 瀬戸口克陽
- 演出補 - 山室大輔、波多野貴文、茂山佳則、吉田佳奈実
- プロデューサー補 - 佐々木雅之
- 編成担当 - 橋本孝
- 協力 - 東通、日音、緑山スタジオ・シティ、NK特機、高橋レーシング
- 制作 - TBS ENTERTAINMENT
- 製作著作 - TBS

## テーマ曲
- 主題歌：堂本剛「街」
- イメージソング：ママス&パパス「夢のカリフォルニア」

## 受賞歴
- 第33回ザテレビジョンドラマアカデミー賞[1]
  - 助演女優賞（柴咲コウ）

## 放送日程
| 各話                                                      | 放送日        | サブタイトル     | 演出     | 視聴率 |
| --------------------------------------------------------- | ------------- | ---------------- | -------- | ------ |
| 第1話                                                     | 2002年4月12日 | 運命を変えた一夜 | 土井裕泰 | 13.2%  |
| 第2話                                                     | 2002年4月19日 | 君を抱きしめたい | 土井裕泰 | 13.3%  |
| 第3話                                                     | 2002年4月26日 | 初めての笑顔     | 平野俊一 | 09.2%  |
| 第4話                                                     | 2002年5月03日 | 君が突然消えた夜 | 平野俊一 | 07.9%  |
| 第5話                                                     | 2002年5月10日 | 一緒に迎えた朝   | 土井裕泰 | 08.7%  |
| 第6話                                                     | 2002年5月17日 | 思いがけない告白 | 土井裕泰 | 09.7%  |
| 第7話                                                     | 2002年5月24日 | 抑えきれない思い | 三城真一 | 07.9%  |
| 第8話                                                     | 2002年5月31日 | あてなき旅立ち   | 平野俊一 | 08.7%  |
| 第9話                                                     | 2002年6月14日 | 僕らが夢見た世界 | 三城真一 | 07.2%  |
| 第10話                                                    | 2002年6月21日 | 別れ…最後の約束  | 三城真一 | 06.9%  |
| 最終話                                                    | 2002年6月28日 | 愛に満ちた世界   | 平野俊一 | 08.0%  |
| 平均視聴率 9.3%（視聴率は関東地区・ビデオリサーチ社調べ） |               |                  |          |        |

## 放送時間
- 金曜日22:00 - 23:09（第1話）
- 金曜日22:30 - 23:24（第2・4・7話）
- 金曜日22:00 - 22:54（第3話、第5・6話、第8 - 第11話）

## 関連商品
VHS（全6巻）
- 各6,800円

DVD（全6巻）
- 各3,800円
- DVD-BOX 22,800円